# (3462) Zhouguangzhao
(3462) Zhouguangzhao es un asteroide perteneciente al cinturón de asteroides, descubierto el 25 de octubre de 1981 por el equipo del Observatorio de la Montaña Púrpura desde el Observatorio de la Montaña Púrpura, Nankín (China).

## Designación y nombre
Designado provisionalmente como 1981 UA10. Fue nombrado Zhouguangzhao en honor al físico chino Zhou Guangzhao.